# شهرستان صیاد

منطقه مسکونی در ترکمنستان

شهرستان صیاد (به ترکمنی: Saýat etraby، صایات اطرابیٛ) یک شهرستان در ترکمنستان است که در استان لب آب واقع شده‌است.
در تاریخ ۲۵ نوامبر ۲۰۱۷، شهرستان ساکار منحل شده و اراضی آن به این شهرستان واگذار شد.
در تاریخ ۹ نوامبر ۲۰۲۲، اراضی شهرستان سابق قرابکائول که پیشتر در سال ۲۰۱۷ منحل شده بود و به شهرستان خلج واگذار شده بود، از شهرستان خلج جدا شده و به این شهرستان واگذار شد.

## تقسیمات اداری
شهرستان صیاد شامل سه شهر، سه شهرک، و بیست و پیست و پنج شورای روستایی می‌باشد.
- شهرها (şäherler / شأهرلر)
  - ساقار (Sakar / ساقار)
  - صیاد (Saýat / صایات)
  - قره‌بکه‌وول (Garabekewül / قارابکه‌ووٚل)

- شهرک‌ها (şäherçeler / شأهرچه‌لر)
  - اسلام (Yslam / ایٛسلام)
  - چالتوت (Çaltut / چالتوُت)
  - سوچی‌اوبه (Suwçyoba / سوُوچیٛ‌اوْبا)

- شوراهای روستایی (oba geňeşlikleri / اوْبا گنگشلیکلری)
  - ارساری‌بابا (Ärsarybaba / أرساریٛ‌بابا)
    - آشغه‌لی (Aşgaly / آشغالیٛ)
    - اوگم (Ögem / اؤگم)
    - هارین (Haryn / هاریٛن)

  - اسگی (Esgi / اسگی)
    - اصلی (Esli / اصلی)
    - قزل‌قایه (Gyzylgaýa / قیٛزیٛل‌قایا)
    - یاغتی‌یول (Ýagtyýol / یاغتیٛ‌یول)

  - آق‌‌قلعه (Akgala / آق‌قالا)
    - آق‌‌قلعه (Akgala / آق‌قالا)
    - حاصل (Hasyl / حاصیٛل)
    - شالق (Şalyk / شالیٛق)
    - قوت‌نام‌قلعه (Gutnamgala / قوُت‌نام‌قالا)
    - ککره‌لی(Kekreli / ککره‌لی)

  - آوچی (Awçy / آوچیٛ)
    - آوچی (Awçy / آوچیٛ)
    - لب‌آب‌اوبه (Lebapoba / لب‌آپ‌اوْبا)
    - نرزیم (Nerezim / نرزیم)
    - نورباق (Nurbak / نوُرباق)

  - باغچه‌جی (Bakjaçy / باقچاجیٛ)
    - باغچه‌جیلر (Bakjaçylar / باقچاجیٛلار)

  - بای (Baý / بای)
    - بای (Baý / بای)
    - خواجه‌قندوز (Hojagundyz / خوْجاقوُندیٛز)
    - شاغلار (Şaglar / شاغلار)
    - لب‌آب (Lebap / لب‌آپ)

  - تازه‌لیکچی (Täzelikçi / تأزه‌لیکچی)
    - تازه‌لیکچی (Täzelikçi / تأزه‌لیکچی)

  - تپورقاق (Topurkak / توْپوُرقاق)
    - تپورقاق (Topurkak / توْپوُرقاق)

  - تجربه‌چیلر (Tejribeçiler / تجریبه‌چیلر)
    - تجربه‌چیلر (Tejribeçiler / تجریبه‌چیلر)
    - قزل‌یاریم‌آی (Gyzylýarymaý / قیٛزیٛل‌یاریٛم‌آی)
    - میوه‌چیلر (Miweçiler / میوه‌چیلر

  - جنگل (Jeňňel / جنگّل)
    - برکت‌لی (Bereketli / برکت‌لی)
    - رایداش‌لیق (Raýdaşlyk / رایداش‌لیٛق)
    - قوتچی‌لی (Gutjuly / قوُتجوُلیٛ)
    - قولانچی (Gulançy / قوُلانچیٛ)
    - یاشلیق (Ýaşlyk / یاشلیٛق)

  - چکچ (Çekiç / چکیچ)
    - ‌ آزادلیق (Azatlyk / آزاتلیٛق)
    - بختیارلیق (Bagtyýarlyk / باغتیٛیارلیٛق)
    - چکچلر (Çekiçler / چکیچلر)

  - چوودور (Çowdur / چوْودوُر)
    - چوودور (Çowdur / چوْودوُر)
    - صیادلی (Saýatly / صایاتلیٛ)
    - قره‌قوم (Garagum / قاراقوُم)
    - وطن (Watan / واطان)

  - خواجه‌اینه‌بیگ (Hojainebeg / خوْجااینه‌بگ)
    - آلپان‌اوبه (Alpanoba / آلپان‌اوْبا)
    - تازه‌یول (Täzeýol / تأزه‌یوْل)

  - دوستلوق (Dostluk / دوْستلوُق)
    - ‌ ابداللر (Abdallar / آبداللار)
    - باتاش‌جنگل (Bataşjeňňel / باتاش‌جنگّل)
    - بزآریق (Bozaryk / بوْزآریٛق)

  - رحمان‌چگه (Rahmançäge / راحمان‌چگه)
    - رحمان‌چگه (Rahmançäge / راحمان‌چگه)
    - قراش‌یر (Garaşýer / قاراش‌یر)

  - سلطان‌یازقلعه (Soltanýazgala / سوْلطان‌یازقالا)
    - سلطان‌یازقلعه (Soltanýazgala / سوْلطان‌یازقالا)

  - ‌ سیدی (Seýdi / سیدی)
    - آق‌تپه (Akdepe / آق‌دپه)
    - بورگوت (Bürgüt / بوٚرگوٚت)
    - سالتیق (Saltyk / سالتیٛق)
    - ‌ سیدی (Seýdi / سیدی)
    - شورلی (Şorly / شوْرلیٛ)
    - قارآلتای (Garaltaý / قارآلتای)

  - سیاه‌داغ‌ساقار (Syýadagsakar / سیٛیاداغ‌ساقار)
    - حاصلچی (Hasylçy / حاصیٛلچیٛ)
    - دوستلوق (Dostluk / دوْستلوُق)
    - سیاه‌داغ‌ساقار (Syýadagsakar / سیٛیاداغ‌ساقار)

  - قربان‌دوردی ذلیلی (Gurbandurdy Zelili adyndaky / قوُربان‌دوُردیٛ ذلیلی آدیٛنداقیٛ)
    - برقرار زمان (Berkarar zaman / برقارار زامان)
    - گوک‌تپه (Gökdepe / گؤک‌دپه)

  - قره‌محمود (Garamahmyt / قارا ماحمیٛت)
    - آق‌آلتین (Ak altyn / آق‌آلتیٛن)
    - بابادهقان (Babadaýhan / بابادایحان)

  - لاممه (Lamma / لامما)
    - تازه‌اوبه (Täzeoba / تأزه‌اوْبا)
    - چاقماق (Çakmak / چاقماق)

  - لب‌آبی (Lebaby / لب‌آبیٛ)
    - لب‌آبی (Lebaby / لب‌آبیٛ)
    - قاوونچی (Gawunçy / قاووُنچیٛ)
    - قوشچی (Guşçy / قوُشچیٛ)
    - کلته‌یاپ (Kelteýap / کلته‌یاپ)

  - مریه (Merýe / مَریه)
    - آلپان (Alpan / آلپان)
    - قوش‌تپه (Goşdepe / قوْش‌دپه)
    - هزارک‌تپه (Hazarekdepe / هازارک‌دپه)

  - ملک (Mülk / موٚلک)
    - بجاق (Bujak / بوُجاق)
    - بی‌طرفلیق (بی‌طاراپلیٛق)
    - قارقین (Garkyn / قارقیٛن)
    - قوشچی‌لیق (Guşçulyk / قوُشچوُلیٛق)

  - ینگیش (Ýeňiş / ینگیش)
    - ینگیش (Ýeňiş / ینگیش)